# William Onslow (4e comte d'Onslow)
Pour les articles homonymes, voir Onslow.
William Onslow (7 mars 1853 à Old Alresford – 23 octobre 1911 à Hendon), 4e comte d'Onslow (en), est un administrateur colonial et homme d'État britannique, gouverneur général de Nouvelle-Zélande du 2 mai 1889 au 25 février 1892.
Titulaire de plusieurs postes gouvernementaux dès 1880, il fut notamment président du bureau de l'Agriculture et de la Pêche (en) (President of the Board of Agriculture and Fisheries) de 1903 à 1905, et président des Comités (en) (Chairman of the Committees) à la chambre des Lords de 1905 à son décès en 1911.
Son fils Richard lui succède comme 5e comte d'Onslow.